# Zastava Gibraltara
Zastava Gibraltara je prikaz njegovog grba, kojega je kraljica Izabela od Kastilje odobrila dana 10. srpnja 1502. godine.
Zastava je posebna po tome što je jedina od svih zastava britanskih kolonija koja nije zasnovana na zastavi Ujedinjenog Kraljevstva. Zbog svog povijesnog podrijetla vrlo je popularna među stanovnicima Gibraltara, pogotovo protivnicima britanske vlasti. 
Guvernerova zastava se sastoji iz tamnoplave osnove u čijem je gornjem lijevom kutu zastava Ujedinjenog Kraljevstva, a u sredini gibraltarski grb.